# Hallagylet (Hällaryds socken, Blekinge)
Hallagylet är en sjö i Karlshamns kommun i Blekinge och ingår i Bräkneån-Mieåns kustområde.